# ISO 19600
La norme ISO 19600 est une norme de conformité présentée par l'Organisation internationale de normalisation (ISO) en 2014 sous le nom « Systèmes de management de la compliance -- Lignes directrices ».

## Origines
L'agence de normalisation Standards Australia (en) a proposé une nouvelle norme ISO en s'appuyant sur son propre standard « AS 3806 - Compliance Programs », publié en 1998 et mis à jour en 2006. Cette norme est plus largement utilisée dans l'industrie financière, ayant été approuvée par l'Australian Prudential Regulation Authority et l'Australian Securities and Investment Commission, deux agences spécialisées. La version publiée de la norme ISO 19600 est similaire à AS-3806:2006 et doit donc la remplacer.
Le brouillon de l'ISO 19600 a été finalisé en avril 2014, la version finale ayant été publiée le 5 décembre 2014 sous le titre « Compliance management systems -- Guidelines » ou « Systèmes de management de la compliance -- Lignes directrices ». On notera l'usage dans le titre français du terme anglais compliance en lieu et place de conformité, chose fréquente en entreprise selon la page Conformité.

## Structure de la norme
Nombreuses sont les préconisations de conformité qui ne s'intéressent qu'à une unique et spécifique exigence réglementaire ou un seul domaine d'analyse : la norme ISO 19600 vise à unifier ces dernières afin que les organisations puissent travailler dans un cadre unique. 
Cette norme aide les organisations à mettre en place, développer, évaluer et maintenir un système de gestion de la conformité. Elle rassemble des volets distincts de gestion de la conformité et de la gestion des risques, et ses processus sont étroitement alignés avec ceux de la famille de normes l'ISO 31000, plus spécialisée sur ce dernier point.
La norme ISO 19600 est « basée sur les principes de la bonne gouvernance, les principes de proportionnalité, de transparence et de durabilité » et, comme les autres normes et systèmes de management de l'ISO, elle met l'accent sur l'utilisation du cycle d'amélioration continue Plan, Do, Check, Act (PDCA).